# Monaster Trójcy Świętej w Symferopolu
Monaster Trójcy Świętej – żeński monaster w Symferopolu, w jurysdykcji eparchii symferopolskiej Ukraińskiego Kościoła Prawosławnego Patriarchatu Moskiewskiego.

## Historia
Monaster został erygowany w 2003 przy znacznie starszym soborze Trójcy Świętej. Budynek ten został zbudowany w 1868 na miejscu starszej, pochodzącej z 1796 cerkwi należącej do symferopolskiej społeczności prawosławnych Greków. Autorem projektu świątyni był. I. Kołodin.
Po zburzeniu soboru św. Aleksandra Newskiego w Symferopolu w 1930 cerkiew Trójcy Świętej stała się katedrą eparchii obejmującej swoją jurysdykcją Krym. Trzy lata później władze lokalne postanowiły zaadaptować świątynię na internat. Rozpoczęto prace nad przebudową budynku, ale dzięki wsparciu ambasady Grecji (wielu parafian cerkwi miało greckie obywatelstwo) od pierwotnych planów odstąpiono, a cerkiew przywrócono do użytku liturgicznego.

## Architektura
Monasterski sobór wzniesiony został na planie krzyża, z posadzoną na ośmiobocznym bębnie pojedynczą kopułą na przecięciu nawy głównej i bocznej. Budynek zdobią pilastry z głowicami w stylu korynckim oraz mozaiki. Wewnątrz w kopule znajduje się obraz Chrystusa Zbawiciela. Szczególną czcią otaczana jest przechowywana w świątyni ikona Matki Bożej „Strapiona”.
Sobór posiada trzy ołtarze – główny Trójcy Świętej oraz boczne Soboru Świętych Krymskich i Świętych Konstantyna i Heleny.

## Związani z cerkwią
W latach 30. XX wieku w cerkwi służyli duchowni ogłoszeni następnie świętymi nowomęczennikami: biskup symferopolski i krymski Porfiry oraz protoprezbiter Mikołaj Mieziencew. W miejscowej parafii pracował też inny święty, Dymitr Spiridonow. W latach 1946–1961 w soborze służył arcybiskup symferopolski i krymski Łukasz. Sobór Trójcy Świętej jest głównym ośrodkiem kultu kanonizowanego w 1996 hierarchy; w tej świątyni dla kultu wystawione są jego relikwie, mniszki prowadzą również muzeum jego pamięci.